# Khaled Shah
Khaled Abdulqadus Shah Al-Zadah  (arab. خالد عبدالقدوس شاه الزاده) – kuwejcki piłkarz ręczny, uczestnik Letnich Igrzysk Olimpijskich 1980.
W 1980 roku wziął udział w Letnich Igrzyskach Olimpijskich w Moskwie. W całym turnieju zdobył pięć goli; miał także trzy wykluczenia. Razem z kolegami z reprezentacji zajął ostatnie 12. miejsce, a jego drużyna przegrała wszystkie mecze turnieju.